# Walter Ganshof van der Meersch
Pour les articles homonymes, voir Vandermeersch.
[style à revoir]
 (novembre 2013).
Si vous disposez d'ouvrages ou d'articles de référence ou si vous connaissez des sites web de qualité traitant du thème abordé ici, merci de compléter l'article en donnant les références utiles à sa vérifiabilité et en les liant à la section « Notes et références ».
 (novembre 2013).
- Si vous ne connaissez pas le sujet, laissez ce bandeau (vous pouvez alors contacter les auteurs).
- Si vous supprimez le contenu mis en cause (vous pouvez préalablement contacter les auteurs),

argumentez précisément cette suppression dans la page de discussion
(un manque de référence n'est pas un argument ; une recherche réelle de référence doit avoir été effectuée, être formellement documentée).
Walter Jean Oscar Louis Marie Ganshof van der Meersch (Bruges, 18 mai 1900 - Tintange, 12 septembre 1993) est un juriste, magistrat, professeur de droit et ministre belge.

## Éléments biographiques
Walter Ganshof était le petit-fils de François Ganshof (1842-1915) originaire de Werden (Allemagne), qui était devenu administrateur de la Bank van West-Vlaanderen et qui était marié avec Wilhelmine Birken (1835-1918) de Krefeld. Il était le fils de Arthur Ganshof (1867-1929), avocat au barreau de Bruges et commandant des 'Chasseurs Eclaireurs' (Garde Civique) en cette ville. Sa mère était Louise Van der Meersch (1873-1947) qui tenait un salon littéraire fréquenté par de grands noms de la littérature française et franco-belge dans l’Hôtel Ganshof dans la Predikherenstraat (plus tard, cette maison fut appelée « Hotel d’Hanins de Moerkerke », d’après un habitant précédent).
Il entama ses études moyennes à l’Athénée royal à Bruges mais au début de la Première Guerre mondiale, la famille s’enfuit vers l’Angleterre. Il suivit des cours au King’s College à Wimbledon. Plus tard, la famille partit pour la France et Ganshof termina ses études moyennes au lycée Janson-de-Sailly à Paris.
En 1917 il obtint son baccalauréat en philosophie et entra au service de l’armée belge en tant que volontaire. Après la guerre, la famille ne retourna pas à Bruges et Arthur Ganshof devint avocat au barreau de Bruxelles. Walter étudia à l’Université libre de Bruxelles (ULB) et y obtint en 1921 le diplôme de docteur en droit suivant le cursus accéléré pour anciens combattants. Plus tard, Ganshof dira de sa formation qu’il la trouva « pauvre » justement à cause de ces circonstances. 
Dans cette même année, il prêta serment en tant qu’avocat au barreau de Bruxelles, où il faisait son stage auprès de maître Paul-Émile Janson (1872-1944), qui fut ministre de la Justice à plusieurs reprises.
Le 17 juillet 1923, Ganshof s’est marié avec Elisabeth Orts (1903-1996), fille du diplomate et professeur Pierre Orts (lui-même fils de Louis Orts, avocat à la Cour de cassation et petit-fils du ministre Auguste Orts) et de Georgina Peltzer. Sa belle famille est une famille bruxelloise, descendante des « Lignages de Bruxelles ».
Walter et Elisabeth eurent deux enfants: Jean-Louis van der Meersch (1924-1982) et Jacquemine Ganshof van der Meersch (1927-2005). Leur fils, bien qu’il se maria à trois reprises, n’eut pas de descendants. Quant à Jacquemine, elle se maria avec le Baron Simon Fredericq (1923-1999),lui même fils de Louis Fredericq, issu aussi d’une famille de juristes, professeur à l’ULB, avec qui elle eut 4 filles. Seule une eu un descendant toujours vivant actuellement : Kim Frédéricq Evangelista.
Par arrêté royal du 1er avril 1927, Arthur Ganshof obtint l’autorisation pour ses trois fils d’ajouter le nom de famille de son épouse (van der Meersch) au nom de famille Ganshof. Le fils aîné, le professeur François Louis Ganshof (1895-1980), déclina cette faculté parce qu’il avait déjà acquis une réputation en tant qu’historien, redoutant dès lors d’une possibilité de confusion en ce qui concernait ses publications à l’étranger. Les deux autres fils, le major Georges Ganshof (1898-après 1960) et Walter Ganshof acceptèrent de porter le nom de famille “Ganshof van der Meersch”.
En 1974, Ganshof fut anobli. Il accéda à la noblesse héréditaire avec le titre de vicomte. Sa devise était « Door Meersch en Walle ».
Ses funérailles eurent lieu le 15 septembre 1993 suivant le rite protestant. Ganshof ne fut pas enterré dans le mausolée de la famille au cimetière de Bruges mais dans une propre tombe à Tintange.

## Le magistrat
Ayant à peine terminé son stage d’avocat, Ganshof fut nommé substitut du procureur du Roi à Bruxelles. Dix ans plus tard, lorsque son "patron" Janson fut de nouveau devenu ministre de la Justice, il fut nommé procureur du Roi en 1933 et remplaça alors le vicomte Hayoit de Termicourt devenant ainsi le plus jeune Procureur de Belgique.
En février 1940, le ministre Janson lui proposa de devenir Auditeur général auprès de la Cour militaire. Seulement, après l’insistance du premier ministre Hubert Pierlot et après que le Roi intervint pour que les moyens nécessaires lui soient mis à disposition, il accepta, bien qu’il eût préféré une nomination à la Cour de cassation. Il fut installé le 9 avril 1940 et occupa cette fonction jusqu’en 1947, il devint le plus jeune qu’il n’y ait eu en Belgique à occuper cette fonction.
Sous la menace d’une guerre, tout une série de mesures furent prises. Un Comité de coordination fut établi avec pour mission de préparer les mesures de sécurité qui devraient être prises en cas d’invasion. Ce Comité était composé de Paul-Émile Janson (ministre de la Justice), Alfred Remy, Camille Pholien et Alfred Destexhe (procureurs généraux auprès des cours d’appel de Gand, Bruxelles et Liège), Raoul Hayoit de Termicourt (avocat général à la Cour de cassation) et Robert de Foy (administrateur général de la Sûreté de l’État).

## Temps de guerre
Le 16 avril 1940, le ministre de la Justice Janson ordonna aux procureurs du Roi (et par leur biais à la police judiciaire, aux auditeurs militaires, à la gendarmerie et aux commissaires de police) d'établir des listes de personnes belges ou étrangères soupçonnées d’entretenir des liens avec les autorités allemandes ou dont la présence pourrait entraver les opérations militaires. Le 7 mai 1940, Janson donna l'ordre d’arrêter des suspects au cas où des hostilités éclateraient. Après l’invasion des Allemands en Belgique en date du 10 mai 1940, le gouvernement belge promulgua l’état de siège. Ce même jour, l’administrateur général de la Sûreté de l’État ordonna d’arrêter tous les Belges et étrangers suspects. Quelques milliers d’Allemands, parmi lesquels figuraient des espions mais aussi des juifs qui s’étaient enfuis de l’Allemagne, ainsi que quelques centaines de Belges furent appréhendés : des membres du Vlaams Nationaal Verbond (VNV), des dirigeants de Verdinaso et de Rex ainsi que des communistes.
Le 12 mai 1940, Ganshof fit envoyer un télégramme aux directeurs des prisons, leur demandant de prendre toutes mesures utiles en vue de l’évacuation des suspects internés. Dans ce télégramme figuraient notamment quelques nationalistes flamands connus, dont Staf de Clercq (qui fut immédiatement libéré après une intervention de quelques collègues parlementaires), Joris Van Severen, Wies Moens, Flor Grammens (en) et August Borms, ainsi que le dirigeant de Rex Léon Degrelle. En raison de la progression rapide des Allemands, le gouvernement faisait transférer un certain nombre des suspects par train vers la France le 15 mai 1940, où ils furent enfermés dans des camps. Le 20 mai 1940, des militaires français ont tué 21 d’entre eux, parmi lesquels le dirigeant de Verdinaso Joris Van Severen, dans le massacre d'Abbeville. D’autres suspects furent déportés vers la Grande-Bretagne. Après la capitulation de l’armée belge, il fut encore procédé à des arrestations de Belges en France, malgré les protestations de Ganshof auprès du ministre de l’Intérieur français. Dans des cercles nationalistes flamands, Walter Ganshof van der Meersch est considéré comme étant le responsable direct desdites arrestations et déportations et de la mort d’un nombre de suspects. Cependant, suivant le journaliste Maurice De Wilde dans son livre De Kollaboratie (1re partie), édité en 1985, la responsabilité personnelle de Ganshof dans l’établissement des listes des suspects, dans les arrestations et internements, et dans les déportations, n’est pas démontrée avec certitude.
Au cours du mois de mai 1940, Ganshof voulut suivre le gouvernement belge vers la France, mais il fut arrêté par la progression rapide des troupes allemandes. En juillet 1940, il retourna vers la Belgique et fut immédiatement appréhendé par l’occupant allemand et enfermé à la prison de Saint-Gilles jusqu’à la fin de l’année. Après sa libération, il commença à organiser les services d’intelligence pour le gouvernement belge en exil. Par le biais des réseaux « Gilles » et « Tournay », au sein desquels il jouait un rôle important, des informations passèrent régulièrement vers Londres.
En décembre 1942, il fut de nouveau arrêté et enfermé dans la citadelle de Huy. Après trois mois, il fut libéré. En juin 1943, un courrier venant de Londres fut arrêté en possession de lettres destinées à Ganshof. À ce moment, contraint de disparaître, il s’enfuit avec son épouse et son fils vers Londres (par le biais de la France et de l’Espagne).
En août 1943, il fut nommé Haut Commissaire à la Sécurité de l’État, chargé de coordonner la Résistance et de maintenir l’ordre et la sécurité après la Libération.
Entre-temps, à Londres, il était devenu le principal auteur des arrêtés-lois en rapport avec les Belges qui avaient collaboré avec l’occupant. Il se montra le défenseur de l’état de droit et il réussit à empêcher que des représentants de la Résistance soient nommés dans les juridictions. Il menaça de démissionner quand le ministre de la Justice Antoine Delfosse proposa de nommer des membres de la Résistance dans les conseils de guerre, avec pour résultat que la proposition fut retirée.

## Après la Libération
Le 3 septembre 1944, le jour de la Libération de Bruxelles, Ganshof fut de retour en Belgique, promu au grade de Lieutenant Général et doté de la fonction de Haut Commissaire à la Sécurité de l’État. Il fut également chef de la 3e section de la mission militaire belge auprès du Quartier Général des forces armées alliées. Il reprit sa fonction d’auditeur général à la Cour militaire, chargé du désarmement de la résistance, de la poursuite des collaborateurs (pour « crimes et délits contre la sécurité externe de l’État » dont question dans les articles 113 et suivants du Code pénal) et de l’exclusion de personnes «inciviques» des services publics (sur base d’un arrêté-loi du 19 septembre 1945 sur l’épuration civique). Il se montra adversaire d’une justice de la rue et d’actes illégaux de (pseudo-)combattants de la résistance à l’occasion de la répression après la guerre.
En sa qualité de Haut Commissaire à la Sécurité de l’État, il réorganisa les services de la sûreté de l’État, de la police et du maintien de l’ordre.
En raison des fonctions qu’il exerçait, Ganshof était, dans ces temps-là, considéré comme un des fonctionnaires les plus puissants du pays et était parfois appelé « vice-roi de Belgique ».
L’Auditorat général près la Cour militaire traita au total "405 000" dossiers sous sa direction. 85 % d'entre eux furent classés sans suite. C’est également en raison de son rôle dirigeant lors de la répression et lors de l’épuration (et notamment parce qu’il se montrait opposé aux tentatives du gouvernement – par des circulaires et enfin par une modification de l’article 115 du Code pénal – de poursuivre la collaboration économique moins sévèrement que la collaboration idéologique) que des milieux flamingants continuent à interpréter ses actions comme ayant eu pour objectif de mettre fin au nationalisme flamand en tant que facteur politique, ce qui s'avéra inexact dans les faits.

En effet, les chiffres d’aujourd’hui nous montrent qu’en réalité, puisqu’il y a plus de flamands que de wallons en Belgique, cette proportionnalité se retrouve aussi dans les arrestations. De plus, il était avéré que la volonté de collaborer était plus grande en Flandre (plus de partis nationalistes et plus d’adhérents) mais le contexte de l’époque, où la Flandre était encore une majorité dominée par une minorité semble expliquer ce phénomène, bien plus qu’une réelle volonté de s’allier au 3ème Reich. De plus, si on analyse le nombre de peines combinées à l’époque et leur type, l’on remarque que celles-ci étaient non seulement plus nombreuses mais aussi plus lourdes en Wallonie. La peine de mort ou la perpétuité étaient bien plus souvent prononcées en Belgique francophone.
En juin 1945, après la chute du gouvernement socialiste Van Acker provoquée par la Question royale, le roi Léopold III demanda à Ganshof de former un gouvernement, mais, d'une part, il n’existait pas de majorité parlementaire pour y parvenir et, d'autre part, Ganshof craignait que le retour du roi donnerait lieu à de graves émeutes et que le maintien de l’ordre public ne pourrait plus être garanti. Après une certaine hésitation, il refusa cette mission. Du seul fait qu’il avait considéré la proposition du roi, il résulta envers Ganshof une hostilité permanente de la part du premier ministre démissionnaire Achille Van Acker. Quand Ganshof a voulu devenir le premier Premier Président du Conseil d'État érigé en 1947, il fut déjoué par Van Acker. A quatre reprises, le ministre de la Justice Piet Vermeylen proposa la candidature de Ganshof devant le conseil des ministres. Lors de la quatrième tentative, Van Acker a réagi avec ces mots « Un seul gouvernement en Belgique suffit ! ». Ganshof ne fut pas nommé.

## Poursuite de sa carrière professionnelle dans la magistrature
Ensuite, Ganshof retourna vers la vie professionnelle normale et fut nommé Avocat général à la Cour de cassation. Il exerça cette "fonction à l’abri" pendant dix-huit ans.
En 1965, il fut promu à la fonction de Premier Avocat général à la Cour de cassation et de 1968 jusqu’à son éméritat en 1975 il y exerçait la fonction de Procureur général. Sa « mercuriale » annuelle lors de l’ouverture de l’année judiciaire était souvent un événement.
C'est sur ses conclusions que fut rendu par le Président Robert Polet l'arrêt du 27 mai 1971 qui consacre la primauté de la règle de droit international sur la règle de droit national.
(Cf. Georges Vandersanden, Revue internationale de droit comparé, Année 1972, Volume 24 Numéro 4 pp. 847–858)
De 1960 à 1968, il fonctionnait également en tant que "juge ad hoc" auprès de la Cour internationale de justice à La Haye dans l’affaire « Barcelona Traction Company » (en) .
De 1973 à 1986, il était juge (en 1985-1986 vice-président) à la Cour européenne des droits de l’homme à Strasbourg.

## Ministre et Commissaire du gouvernement avec missions difficiles
Au cours de sa carrière professionnelle, Ganshof fut appelé à deux reprises à jouer un rôle politique dans des circonstances délicates.
Le 16 mai 1960, il fut nommé ministre-résident chargé des affaires générales en Afrique par le gouvernement Eyskens-Lilar (jusqu’au 20 juillet 1960). Sa mission consistait à maintenir le pouvoir public au Congo belge pendant la période de transition entre le gouvernement colonial et l’indépendance qui devait entrer en vigueur le 30 juin 1960. Il fut également chargé de veiller à la régularité des élections au Congo, qui furent gagnées par le parti de Patrice Lumumba. Grâce à sa médiation, Joseph Kasa-Vubu devint président et Lumumba devint premier ministre. Ni Kasavubu, ni Lumumba (entre lesquels aucune entente ne régnait) ne parvenaient à gagner la confiance de Ganshof qui considérait l’évolution du Congo de manière pessimiste, comme devaient tragiquement le confirmer les événements sanglants de juillet-août 1960.
Par arrêté royal du 25 mai 1976, le gouvernement Tindemans désigna Ganshof comme Commissaire du gouvernement chargé de faire respecter la loi sur l’emploi des langues à Schaerbeek (une des communes de Bruxelles) en raison de l’affaire dite «des guichets» (le collège du bourgmestre et des échevins de Schaerbeek avait ouvert des guichets séparés pour francophones, étrangers et néerlandophones en violation de la législation sur l’emploi des langues). Le 2 juin 1976 à 5 heures du matin, Ganshof se rendit personnellement à Schaerbeek pour veiller à ce que les panneaux litigieux dans la salle des guichets soient enlevés. L’homme, qui fut jugé négativement dans des milieux flamands, agissait ici pour que les lois linguistiques soient respectées en faveur des Flamands. Dès sa mission accomplie, il retourna à la magistrature.

## Carrière académique
En même temps que sa carrière dans la magistrature, Ganshof réussit à élaborer une carrière professionnelle significative à l’université, d’une part en tant que maître de cours, d’autre part en tant qu’auteur de plusieurs études de droit.
La carrière de Ganshof à l’ULB commence en 1936, il enchaînera les postes et créera même des chaires lui même dont il sera le premier titulaire. Des liens  peuvent être fait entre les postes académiques dans lesquels il siègera et sa carrière qu’il mène en même temps.
En 1936 il fut nommé professeur de droit pénal et de procédure pénale à l’école de criminologie de l’ULB.En 1938, il devint maître de cours et en 1944 professeur ordinaire de droit constitutionnel et de droit public à l’Université libre de Bruxelles (ULB). Ces fonctions académiques peuvent-être reliées à la période pendant laquelle il sera Auditeur générale à la cour militaire et aura eu ses premières fonctions politiques en tant que Haut commissaire à la sécurité de l’Etat Belge en 1943. Il fut aussi professeur à la Faculté internationale de droit comparé au Luxembourg.
Il accéda également aux fonctions de :
- vice-président de l’Institut belge de droit comparé ;
- président du Centre interuniversitaire de droit comparé ;
- président de l’Institut d'études européennes (ULB) de 1964 à 1972 ;
- vice-président de l’Institut international des droits de l’homme.

Il devient titulaire du cours de droit des organisations européennes en 1961.Dix ans avant cette fonction, il fut Membre de la Commission mixte d’études européennes chargée de l’étude des modifications dans la structure de l’Europe, à la suite de l’entrée en vigueur du traité instituant la Communauté du Charbon et de l’acier (CCA) en 1952. En 1962, ses fonctions politiques le rattrapent sur le plan académique. En effet il devient professeur de droit public africain et aura été ministre des affaires générales en Afrique en 1960.
En 1972, il fut nommé correspondant et en 1978 il fut nommé membre de l’Académie royale de Belgique, dont il devint le président en 1985. Il devint également membre associé de l'Académie royale des sciences d'outre-mer en 1967 et de l’Académie internationale de droit comparé en 1969.
En 1986, il reçut le titre de docteur honoris causa de l’université de Strasbourg.
Dans le cadre de sa carrière académique, Ganshof fréquente des personnages de l'école de Bruxelles et correspond avec son chef de file Perelman. Ses enseignements sont le reflet des valeurs partagées par l'école de Bruxelles.

## Autres fonctions
Il n’en était pas moins intéressé par bon nombre d’autres activités. Il fut Président du Conseil supérieur de la chasse (institué par arrêté royal du 1er juillet 1957), Président du Conseil supérieur des réserves naturelles (institué par arrêté royal du 21 mars 1957) et Membre du comité national belge de la FAO (Organisation des Nations unies pour l’alimentation et l’agriculture).
Alpiniste chevronné, il fut membre du même club d’alpinisme que le roi Albert, il participa dans ce cadre à une expédition sur le glacier Ruwenzori au Congo. Ce voyage lui permit de s’adonner à une de ses autres passions : la botanique.

## Carrière sportive
Walter Ganshof participa aux Jeux Olympiques d’Hiver de 1928 à Saint-Moritz, dans la discipline “bobsleigh”, où il obtint la sixième place en tant que membre de l’équipe belge en date du 18 février 1928,. Son frère Georges participa également aux Jeux Olympiques de 1936, à la finale des épreuves de jumping.

## Distinctions honorifiques
Les distinctions honorifiques suivantes qui furent octroyées à Ganshof, tant par la Belgique que par d’autres pays, sont l’expression de l’autorité dont il témoignait et de la reconnaissance qu’il atteignait, en particulier par ses activités pendant la Seconde Guerre mondiale :
Pour la Belgique :
- Grand cordon de l'ordre de Léopold
- Grand-croix de l'ordre de la Couronne
- Grand-croix de l'ordre de Léopold II avec palme
- Croix de guerre 1939-1945 avec quatre palmes
- Croix civique 1940-1945
- Croix des évadés 1940-1945
- Croix du prisonnier politique 1940-1945 avec deux étoiles
- Médaille de la Résistance
- Médaille commémorative 1914-1918
- Médaille commémorative de la guerre 1940-1945

Pour d’autres pays :
- Grand officier de l'ordre de la Couronne de chêne (Luxembourg)
- Commandeur de la Legion of Merit (États-Unis)
- Commandeur de la Légion d'honneur (France)
- Compagnon de l'ordre du Bain, division militaire (Grande-Bretagne)
- Croix de guerre 1939-1945 avec palme (France)
- France and Germany Star (Grande-Bretagne)
- Defence Medal 1939-45 (Grande-Bretagne)
- 1939-45 Star (Grande-Bretagne)

## Publications
Ganshof a réalisé une série de publications extraordinaire. La liste de ses publications jusqu’en 1972 s’étend sur 50 pages. Après 1972, cette liste n’a cessé de grandir. On la trouve dans :
- J. Salmon & A. Vanwelkenhuyzen, Bibliographie de W.J. Ganshof van der Meersch dans : Miscellaneae W.-J. Ganshof van der Meersch, Bruxelles/Paris, 1972.
- R. Legros, Liste des publications, dans : Walter Ganshof van der Meersch, Bulletin Académie Royale de Belgique, 1995, pp. 145–147.

## Littérature
- Albert Van der Meersch, Généalogie de la famille van der Meersch, dans : Tablettes des Flandres, Tome 8, Bruges, 1960, pp. 9–122.
- J. Gérard-Libois & José Gotovitch, L'An 40. La Belgique occupée, Bruxelles, 1971
- Miscellanea W.-J. Ganshof van der Meersch, Bruxelles/Paris, 1972 (2 vol.)
- Paul Van Molle, Het Belgisch Parlement, 1894-1972, Anvers, 1972.
- Maurice De Wilde, België in de tweede wereldoorlog, Deel 5 - De Kollaboratie (1) - De Nederlandsche Boekhandel, 1985  (ISBN 90-289-0962-1)
- Gaston Eyskens, De Memoires, Tielt, 1993
- Édition spéciale Le vicomte Ganshof van der Meersch, dans : Journal des Tribunaux, 26 maart 1994, avec des articles consacrés aux différentes facettes de sa carrière :
  - J. Velu, Le Vicomte Ganshof van der Meersch, p. 257
  - F. Dumon, Walter J. Ganshof van der Meersch et la répression de la collaboration avec l’ennemi, p. 260
  - F. Cattoir, Le Haut Commissaire à la sécurité de l’État, p. 263
  - R. Henrion, L’homme d’état, p. 266
  - R. Drago, Walter Ganshof van der Meersch et le droit comparé, p. 267
  - J.-V. Louis, Walter Ganshof van der Meersch et le droit européen, p. 269
  - E. Krings, Le Procureur Général, p. 272
  - F. Delpérée, Le professeur de droit public, p. 276
  - R. Ergec, L’œuvre de W.J. Ganshof van der Meersch dans le domaine des droits de l’homme, p. 278
- Jan Velaers & Herman Van Goethem, Leopold III, de Koning, het Land, de Oorlog, Tielt, 1994
- Robert Legros, Walter Ganshof van der Meersch, dans : Annuaire de l'Académie royale de Belgique, Bruxelles, 1995, pp. 129–147
- Dirk Martin, Walter Ganshof van der Meersch, dans : Nieuwe Encyclopedie van de Vlaamse Beweging, Tielt, 1997
- Godfried Kwanten, August De Schrijver. Politieke biografie van een gentleman-staatsman, Louvain, 2001
- Leo Tindemans, De Memoires, Tielt, 2002
- Marie-Pierre D'Udekem d'Acoz, Voor Koning en Vaderland. De Belgische adel in het Verzet, Tielt, 2003
- J. Velu, Walter Ganshof van der Meersch, dans : Nouvelle Biographie nationale de Belgique, Tome 7, Bruxelles, 2004, pp. 145–150.
- Karel De Clerck, Achiel Van Acker en Walter Ganshof. Twee Bruggelingen tegenover elkaar in de naoorlogse periode, dans : Brugge die Scone, juni 2006, pp. 17–20.
- Andries Van den Abeele, De Balie van Brugge, Bruges, 2009
- David Van Reybrouck, Congo. Een geschiedenis, Amsterdam, 2010.